# Inocculta
Inocculta est un groupe belge de heavy metal, originaire de Bruxelles. Le groupe pratique à ses débuts un black metal traditionnel mais qui par la suite décide d'élargir ses influences au metal en général ainsi qu'au rock. Le groupe se sépare en 2009.

## Historique
Inocculta est formé en août 2001 à Bruxelles. Son nom dérive de deux mots latins : in (« dedans ») et occulta (« ténèbres »). À ses débuts, le groupe monte sur scène dans de nombreuses villes belges, et de grands festivals comme le Metal Blast au Botanique de Bruxelles. Le groupe joue à l'époque du black metal, et compte trois démos — Destins Cathares (2002), Fausseté et démesure (2003) et Apocryphe (2004) — applaudies par les webzines et la presse metal,,,.
Après des changements de line-up dus à des divergences de point de vue quant à l'avenir musical du groupe, Inocculta commence en 2005 à façonner son nouveau style, empruntant tant au metal le plus radical qu'au rock le plus mélodique. Inocculta publie son premier album, Before Withering, à la fin de 2007. Il est enregistré et mixé par Maxime Libert au Noise Factory Studio en août 2007, et masterisé par Alan Ward au Electric City Studio de Bruxelles en septembre 2007. Before Withering est un album diversifié, qui tente de puiser dans les différentes sources du metal l'émotion la plus juste, entre rage et mélancolie. La musique est soutenue par des textes poétiques, influencés par la philosophie nietzschéenne, et plus particulièrement par l'idée que le genre humain doit être surmonté par l'art et la volonté.
Mi-2009, Inocculta se sépare après avoir œuvré pendant huit ans sur la scène métal belge. Éloignement géographique, évolutions des goûts musicaux, vie professionnelle trop prenante, problèmes incessants de line-up : les raisons expliquant la fin d'Inocculta sont nombreuses. Elle n'est en aucun cas due à des problèmes relationnels entre ses membres fondateurs, qui ont su rester soudés jusqu'au bout.

## Style musical
Inocculta est principalement influencé par la scène rock/heavy metal européenne (Opeth, Katatonia, Moonspell, The Old Dead Tree). Les compositions d’Inocculta comportent également quelques touches black metal, inspirées de formations telles In the Woods... et Forbidden Site. Cette variété d'influences témoigne des différents chemins qu’a parcourus le groupe avant de trouver sa voie avec son premier album, Before Withering. Le groupe, lui, qualifie sa musique de « pagan black metal ».

## Discographie
- 2002 : Destins Cathares (démo)
- 2003 : Fausseté et démesure (démo)
- 2004 : Apocryphe (démo)
- 2007 : Before Withering (album studio)

## Membres

### Derniers membres
- Circius – basse (2001-?)
- Thorselder – batterie (2001-?)
- Prométheus – guitare (2001-?)
- Michel Lesens – guitare (2008-?)

### Anciens membres
- David Detienne – guitare
- Atharioth – guitare (2001-2003)
- Spoliatorion – chant (2002-2005)
- Martin Favresse – chant (2006-?)